# Peter Fernando
Peter Fernando (* 22. März 1939 in Idinthakarai; † 31. Dezember 2016) war ein indischer Geistlicher und römisch-katholischer Erzbischof von Madurai.

## Leben
Peter Fernando empfing am 31. Mai 1971 die Priesterweihe.
Papst Johannes Paul II. ernannte ihn am 23. Februar 1996 zum Koadjutorbischof von Tuticorin. Der Erzbischof von Madurai, Marianus Arokiasamy, spendete ihm am 29. Mai desselben Jahres die Bischofsweihe; Mitkonsekratoren waren Thomas Fernando, Bischof von Tiruchirapalli, und Siluvaimathu Teresanathan Amalnather, Bischof von Tuticorin. 
Mit dem Rücktritt Siluvaimathu Teresanathan Amalnathers am 8. Dezember 1999 folgte er ihm als Bischof von Tuticorin nach. Am 22. März 2003 wurde er durch Johannes Paul II. zum Erzbischof von Madurai ernannt.
Papst Franziskus nahm am 26. Juli 2014 seinen altersbedingten Rücktritt an.